# ガリシアEC
ガリシアEC (ポルトガル語: Galícia Esporte Clube) は、ブラジル・バイーア州サルヴァドールを本拠地とするサッカークラブである。

## 歴史
ガリシアは、スペインのガリシアからの移民によって1933年1月1日に創設された。創設者および初代会長はエドゥアルド・カストロ・デ・ラ・イグレシアスだった。
ガリシアはカンピオナート・バイアーノ（バイーア州選手権）に3年連続で優勝した最初のクラブになった。クラブ創設から最初の10年間に4回の優勝（1937年、1941年、1942年、1943年）を果たし、準優勝も5回（1935年、1936年、1938年、1939年、1940年）あった。しかし、初期に輝かしい実績を残した後、クラブが再び優勝を果たしたのは1968年の1回のみに留まっている。そのほかには1967年、1980年、1982年、1995年に準優勝している。
地域における最良の成績は1969年のトルネイロ・ノルテ＝ノルデステ北東部ゾーン準優勝である。カンピオナート・ブラジレイロ・セリエAには、1981年と1983年の2度参加した。
2001年、名高い「プラカール」誌によるブラジルのサッカークラブランキングにおいて、ガリシアは54位に位置づけられた。

## スタジアム
初期のころ、ガリシアは今はなきカンポ・ダ・グラッサというスタジアムで試合をしていた。同スタジアムが取り壊されてからは、ホームマッチの会場をサルヴァドールの大スタジアムに移し、フォンテ・ノヴァや、ときたまピトゥアスで試合をした。現在は収容人数2,000人のパルケ・サンチアゴ(正式名称：エスタジオ・サンチアゴ・デ・コンポステーラ) という自前のスタジアムを有する。

## タイトル
- カンピオナート・バイアーノ : 5回
  - 1937, 1941, 1942, 1943, 1968

- カンピオナート・バイアーノ2部 : 2回
  - 1985, 1988

## 歴代監督
- オルランド・ペサーニャ・デ・カルヴァーリョ 1988

## 歴代所属選手
- オゼアス・レイス・ドス・サントス 1990-1992
- アンデルソン・サントス・シウバ 2013
- ダニーロ・グスターボ・ヴェルグネ・ゴメス 2014
- ジェフェルソン・シウヴァ・ドス・サントス 2015
- ウェズレイ・シウヴァ・サントス・ロドリゲス 2018